# John the Fisherman
John the Fisherman è il primo singolo dei Primus, fatto ascoltare al pubblico per la prima volta in versione live nel 1989 sullo stage di Suck on This, e solo un anno dopo registrato in studio sull'album Frizzle Fry. Fa parte, insieme a Fish On (Fisherman Chronicles, Chapter II), a The Ol' Diamondback Sturgeon (Fisherman's Chronicles, Pt. 3) e a Last Salmon Man (Fisherman's Chronicles, Part IV) di una "serie" di pezzi intitolata Fisherman's Chronicles.
Il pezzo è basato sul ruolo della chitarra, ma il basso di Les Claypool svolge buona parte degli intermezzi strumentali.
La canzone inoltre è presente anche sul gioco per PlayStation 2 e Xbox 360 chiamato Guitar Hero II.

## Formazione
- Les Claypool - voce, basso.
- Larry LaLonde - chitarra.
- Tim Alexander - batteria.